# Вимярки (гміна)
Гміна Вимяркі (пол. Gmina Wymiarki) — сільська гміна у північно-західній Польщі. Належить до Жаґанського повіту Любуського воєводства.
Станом на 31 грудня 2011 у гміні проживало 2450 осіб.

## Площа
Згідно з даними за 2007 рік площа гміни становила 63.09 км², у тому числі:
- орні землі: 29.00%
- ліси: 64.00%

Таким чином, площа гміни становить 5.58% площі повіту.

## Населення
Станом на 31 грудня 2011:
| Опис     | Загалом | Загалом | Чоловіки | Чоловіки | Жінки | Жінки |
| -------- | ------- | ------- | -------- | -------- | ----- | ----- |
| одиниця  | осіб    | %       | осіб     | %        | осіб  | %     |
| все      | 2450    | 100     | 1182     | 48.24    | 1268  | 51.76 |
| міське   | 0       | 100     | 0        |          | 0     |       |
| сільське | 2450    | 100     | 1182     | 48.24    | 1268  | 51.76 |

## Сусідні гміни
Гміна Вимяркі межує з такими гмінами: Ґоздниця, Жари, Ілова, Пшевуз.